# 職業革命家
職業革命家（しょくぎょうかくめいか、英語: professional revolutionaries、ドイツ語: berufsrevolutionär）とは、革命家を正式な職業とする者。ウラジーミル・レーニンは著作「なにをなすべきか?」で、革命を目指す党は少数精鋭の前衛党であるべきで、その党は職業革命家により構成されるべきとした。この党組織論はマルクス・レーニン主義の共産党の組織論の1つとなった。

## 概要
ロシア革命において、メンシェビキはドイツ社会民主党を模範として「大衆に開かれた党」を主張したが、ウラジーミル・レーニン率いるボリシェビキは「大衆に開かれた党は、官憲に開かれた党である」として「職業革命家」による少数精鋭の前衛党を主張した。ドイツには、結社の自由や言論の自由があったのに対して、ロシアにはなかった事が理由とされた。
「職業革命家」により構成される党では、党員または幹部は党に専従し党より給与を受け取るが、一般の労働者は党員にはなれず党からの指導を受ける立場となる。メンシェビキの他、カール・カウツキーやローザ・ルクセンブルクなどは、マルクス主義者の立場からこのレーニン主義を批判した。
十月革命の成功によるソビエト連邦の成立と、後のヨシフ・スターリンによる「マルクス・レーニン主義」の定式化により、この「職業革命家」による党組織の理論はマルクス・レーニン主義の党原則の1つとなり、コミンテルンの系譜に属する各国の共産党などで採用された。反レーニン主義の立場からは、この原則は権威主義や大衆抑圧となったと批判している。

## 用例
- 日本に帰国して起訴されたよど号事件のグループのメンバー（日本共産主義者同盟赤軍派）の柴田泰弘は、裁判長から職業を問われ、「職業革命家」と答えた[4]
- 日本共産党では「職業革命家」という用語は、党綱領や党規約などでは使用されていないが[5]、党学校の場や専従者が抱負を語る際などに使用されることはある[6]。

## 関連書籍
- レーニン『何をなすべきか？』
- 「職業革命家:日共幹部160 名の履歴書」（水島毅、全貌社、1970）

## 参照
1. ↑  The Primitiveness of the Economists and the Organization of the Revolutionaries  - What Is To Be Done?(Vladimir Ilyich Lenin)
2. ↑  世界の名言100選: ソクラテスからビル・ゲイツまで
3. ↑  迷路の道標: 私の戦後史と日本共産党論 （中井準之助、295p）
4. ↑  フォーカス（新潮社）
5. ↑  日本共産党資料館
6. ↑  志位委員長の幹部会報告 - 日本共産党、2007年11月8日(木)「しんぶん赤旗」、2008年1月28日(月)「しんぶん赤旗」